# Laurent Hilaire

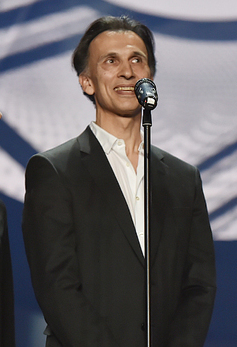
Laurent Hilaire

Laurent Hilaire (* 1962) ist ein französischer Balletttänzer und Ballettdirektor.

## Laufbahn
Hilaire begann seine Ballettausbildung 1975 an der Ballettschule der Pariser Oper. Er trat 1979 in das corps de ballet der Pariser Oper ein und erklomm schnell die höheren Ränge der Balletthierarchie. Am 2. November 1985 wurde er nach einer Schwanensee-Vorstellung vom damaligen Ballettdirektor Rudolf Nurejew in den Rang eines étoile erhoben.
Hilaire galt seine gesamte Karriere hindurch als hervorragender Interpret mit brillanter Technik. Er hat alle Rollen des klassischen und zeitgenössischen Ballettrepertoires getanzt, darunter die Hauptrollen in Raymonda, La Bayadère, Romeo und Julia, Schwanensee, Dornröschen, Don Quichotte, Petruschka, Le Parc und vielen anderen.
Von März 2005 bis zum Sommer 2015 war Hilaire Ballettmeister an der Pariser Oper. Ab dem 1. Januar 2017 war er Direktor des Balletts des Stanislawski- und Nemirowitsch-Dantschenko-Musiktheaters in Moskau. Er trat am 27. Februar 2022 „angesichts der geopolitischen Lage“ von dieser Position zurück. Seit 9. Mai 2022 ist er Direktor des Bayerischen Staatsballetts. Wie bereits 2017 beim Stanislawski-Ballett trat er in München die Nachfolge von Igor Selenski an. 

## Preise und Ehrungen
- 1985: Prix du Cercle Carpeaux
- 2004: Prix Benois de la Danse
- 2007: Commandeur des Arts et des Lettres

## Filmografie
- 1996: La Bayadère (Ballettproduktion der Pariser Oper)
- 1998: Begegnung in Venedig (Hasards ou coïncidences)